# Ley científica

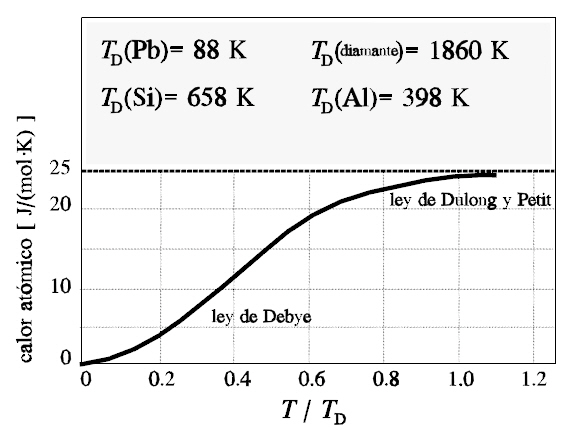
Ley de Debye.

Una ley científica es una proposición científica que afirma una relación constante entre dos o más variables o factores, cada uno de los cuales representa una propiedad o medición de sistemas concretos. También se define como regla y norma constantes e invariables de las cosas, surgida de su causa primera o de sus cualidades y condiciones. Por lo general se expresa matemáticamente o en lenguaje formalizado. Las leyes muy generales pueden tener una prueba indirecta verificando proposiciones particulares derivadas de ellas y que sean verificables. Los fenómenos inaccesibles reciben una prueba indirecta de su comportamiento a través del efecto que puedan producir sobre otros hechos que sí sean observables o experimentables.
En la arquitectura de la ciencia la formulación de una ley es un paso fundamental. Es la primera formulación científica como tal. En la ley se realiza el ideal de la descripción científica; se consolida el edificio entero del conocimiento científico: de la observación a la hipótesis teórica-formulación-observación-experimento (ley científica), teoría general, al sistema. El sistema de la ciencia es o tiende a ser, en su contenido más sólido, sistema de las leyes.
Diferentes dimensiones que se contienen en el concepto de ley:
- La aprehensión meramente descriptiva
- Análisis lógico-matemático
- Intención ontológica

Desde un punto de vista descriptivo la ley se muestra simplemente como una relación fija, entre ciertos datos fenoménicos. En términos lógicos supone un tipo de proposición, como afirmación que vincula varios conceptos relativos a los fenómenos como verdad. En cuanto a la consideración ontológica la ley como proposición ha sido interpretada históricamente como representación de la esencia, propiedades o accidentes de una sustancia. Hoy día se entiende que esta situación ontológica se centra en la fijación de las constantes del acontecer natural, en la aprehensión de las regularidades percibidas como fenómeno e incorporadas en una forma de «ver y explicar el mundo».
El problema epistemológico consiste en la consideración de la ley como verdad y su formulación como lenguaje y en establecer su «conexión con lo real», donde hay que considerar dos aspectos:
- El término de lo real hacia el cual intencionalmente se dirige o refiere la ley, es decir, la constancia de los fenómenos en su acontecer como objeto de conocimiento. Generalmente, y de forma vulgar, se suele interpretar como «relación causa/efecto» o «descripción de un fenómeno». Se formula lógicamente como una proposición hipotética en la forma: Si se da a, b, c.. en las condiciones, h, i, j... se producirá s, y, z...[5][6]
- La forma y el procedimiento con que la ley se constituye, es decir, el problema de la inducción.

## Descripción
Las leyes generales pueden demostrarse mediante pruebas indirectas comprobando proposiciones particulares verificables derivadas de ellas. Los fenómenos inaccesibles se someten a pruebas indirectas mediante valoración cualitativa y cuantitativa de la evolución del efecto que generen sobre otros hechos observables y experimentales.
- En ciencias naturales una ley científica es una regla en la que se relacionan eventos de ocurrencia conjunta, generalmente causal, y que se ha manifestado siguiendo el método científico. Se acepta que tras una ley científica natural existe cierto mecanismo necesario propiciante de que regularmente los hechos sucedan de cierto modo.
- En ciencias sociales una hipótesis científica confirmada se refiere a una característica común a muchos fenómenos sociales diferentes, de patrón regular o constante en el transcurso del tiempo en determinadas circunstancias. Se dice que los sujetos sociales se comportan bajo las mismas características, es decir, acordes con la ley de comportamiento. A veces se considera que algunas leyes sociales son contingentes o históricamente condicionadas.

Popper, en una concepción falsacionista de la racionalidad científica, afirmó que «toda ley natural puede expresarse con la afirmación de que tal y tal cosa no puede ocurrir».

## Ley científica y ciencia
Los hechos que evolucionan según patrones regulares y constantes en ciencias se describen mediante una proposición lingüística o ley científica, que es un planteamiento de los hechos en toda su complejidad. Con la ciencia experimental comienza la indagación de leyes científicas vinculadas a los distintos fenómenos. Galileo Galilei (1564-1642) escribió:

Si es verdad que un efecto es consecuencia de una sola causa primaria y que entre la causa y el efecto hay un nexo firme y constante, debe concluirse, necesariamente, que donde se perciba una alteración firme y constante en el efecto, habrá una alteración firme y constante en la causa.
Galileo Galilei[cita requerida]

El físico-matemático Henri Poincaré (1858-1912) aporta una definición similar:

¿Qué es una ley? Es un vínculo constante entre un antecedente y un consecuente, entre el estado actual del mundo y su estado inmediatamente posterior.
Poincaré[cita requerida]

La actividad científica se desarrolla en función de la ley científica. De ahí que el físico Max Planck haya propuesto[cita requerida] los principios de la ciencia experimental siguientes:
- La naturaleza existe de por sí, y el hombre no es sino una pequeña parte de ella
- La naturaleza es legal (satisface leyes) y la legalidad es causal (no hay azar objetivo)
- La realidad puede conocerse de a poco, aunque jamás perfectamente
- La ciencia marcha de la diversidad a la unidad, de lo subjetivo a lo objetivo, y de lo relativo a lo absoluto

En la actualidad se sabe que existen leyes científicas tanto causales como probabilistas o estocásticas. De ahí que en el concepto de ley científica se deban considerar ambos tipos de ley (determinista y estocástica). Se podría ampliar los fundamentos de la ciencia de Planck y proponer los siguientes (tácitamente aceptados por la mayoría de los científicos):[cita requerida]
- Todo lo existente está regido por leyes naturales
- Estas leyes son invariantes en el tiempo y en el espacio
- La actividad del científico consiste en describirlas
- La existencia de estas leyes es independiente de que el ser humano las describa o no
- Es posible, en principio, conocer la totalidad de las leyes

## Ejemplos de leyes científicas

### Leyes de Newton
Las leyes de Newton, también conocidas como  leyes del movimiento de Newton, son tres principios a partir de los cuales se explican una gran parte de los problemas planteados en mecánica clásica, en particular aquellos relativos al movimiento de los cuerpos, que revolucionaron los conceptos básicos de la física y el movimiento de los cuerpos en el universo.

Constituyen los cimientos no sólo de la dinámica clásica sino también de la física clásica en general. Aunque incluyen ciertas definiciones y en cierto sentido pueden verse como axiomas, Newton afirmó que estaban basadas en observaciones y experimentos cuantitativos; ciertamente no pueden derivarse a partir de otras relaciones más básicas. La demostración de su validez radica en sus predicciones… La validez de esas predicciones fue verificada en todos y cada uno de los casos durante más de dos siglos.

En concreto, la relevancia de estas leyes radica en dos aspectos: por un lado constituyen, junto con la transformación de Galileo, las bases de la mecánica clásica, y por otro, al combinar estas leyes con la ley de la gravitación universal, se pueden deducir y explicar las leyes de Kepler sobre el movimiento planetario. Así, las leyes de Newton permiten explicar, por ejemplo, tanto el movimiento de los astros como los movimientos de los proyectiles artificiales creados por el ser humano y toda la mecánica de funcionamiento de las máquinas. Su formulación matemática fue publicada por Isaac Newton en 1687 en su obra Philosophiæ naturalis principia mathematica.

### Leyes de Mendel
Las leyes de Mendel (en conjunto conocidas como genética mendeliana) son el conjunto de reglas básicas sobre la transmisión por herencia genética de las características de los organismos progenitores a su descendencia. Constituyen el fundamento de la genética. Las leyes se derivan del trabajo sobre cruces entre plantas realizado por Gregor Mendel, un monje agustino austriaco, publicado en 1865 y en 1866, aunque fue ignorado durante mucho tiempo hasta su redescubrimiento en 1900. 
La historia de la ciencia encuentra en la herencia mendeliana un hito en la evolución de la biología, solo comparable con las leyes de Newton en el desarrollo de la física. Tal valoración se basa en que Mendel fue el primero en formular con total precisión una nueva teoría de la herencia, expresada en lo que se llamaría «leyes de Mendel», que se enfrentaba a la poco rigurosa teoría de la herencia, por mezcla de sangre. Esta teoría aportó a los estudios biológicos las nociones básicas de la genética moderna.